# 小行星11161
小行星11161（11161 Daibosatsu）是一颗绕太阳运转的小行星，为主小行星带小行星。该小行星于1998年1月25日发现，以大菩薩嶺（Daibosatsu）命名。

## 轨道参数
小行星11161的轨道半长轴为2.3410486 UA，离心率为0.013。